# Station Jena Paradies
Station Jena Paradies is een spoorwegstation in de Duitse plaats Jena. Het station werd in 1874 geopend. 